# カズルー・ルーダ
カズルー・ルーダ（リトアニア語: Kazlų Rūda  発音）はリトアニアの都市。
マリヤンポレから北に27km（17マイル）に位置する。
街は森林に囲まれているが、鉄道が市のほぼ真ん中を走っている。

## 人口
- 1970年 - 4,308人
- 1979年 - 6,312人
- 1989年 - 7,715人
- 2001年 - 7,401人